# Kainulaisjärvi
Kainulaisjärvi är en sjö i Gällivare kommun i Lappland och ingår i Kalixälvens huvudavrinningsområde. Sjön har en area på 0,0987 kvadratkilometer och ligger 420 meter över havet. Kainulaisjärvi ligger i Lina fjällurskog Natura 2000-område.

## Delavrinningsområde
Kainulaisjärvi ingår i det delavrinningsområde (748656-171031) som SMHI kallar för Mynnar i Akkajoki. Medelhöjden är 511 meter över havet och ytan är 45,26 kvadratkilometer. Det finns inga avrinningsområden uppströms utan avrinningsområdet är högsta punkten. Vattendraget som avvattnar avrinningsområdet har biflödesordning 3, vilket innebär att vattnet flödar genom totalt 3 vattendrag innan det når havet efter 297 kilometer. Avrinningsområdet består mestadels av skog (70 procent), sankmarker (11 procent) och kalfjäll (13 procent). Avrinningsområdet har 1,59 kvadratkilometer vattenytor vilket ger det en sjöprocent på 3,5 procent.